# Cristian de la Cruz
Cristian Jairo de la Cruz Achicanoy (* 29. Juli 1978 in Pasto, Departamento de Nariño) ist ein kolumbianischer Fußballschiedsrichterassistent.
Als Schiedsrichterassistent war de la Cruz (zusammen mit Alexander Guzmán) bei vielen internationalen Turnieren im Einsatz, darunter bei der Klub-Weltmeisterschaft 2015 in Japan, beim Konföderationen-Pokal 2017 in Russland und bei der Weltmeisterschaft 2018 in Russland (jeweils als Assistent von Wilmar Roldán).